# Leaving Las Vegas
Leaving Las Vegas (bra: Despedida em Las Vegas; prt: Morrer em Las Vegas) é um filme americano do gênero drama, lançado em 1995 dirigido por Mike Figgis e baseado no romance semiautobiográfico homônimo publicado em 1990 escrito por John O'Brien. No filme, Nicolas Cage estrela como um alcoólatra suicida em Los Angeles que, tendo perdido sua família e sido recentemente demitido, decidiu se mudar para Las Vegas e beber até morrer; ele carrega uma grande quantidade de bebidas alcoólicas em seu carro chegando a dirigir bêbado de Los Angeles a Nevada; uma vez lá, ele desenvolve um relacionamento romântico com uma bela prostituta interpretada por Elisabeth Shue. O'Brien cometeu suicídio após ceder os direitos cinematográficos do livro.
Leaving Las Vegas foi rodado em Super 16 mm, em vez de 35 mm; enquanto o formato de 16 mm era comum para filmes de arte na época, o de 35 mm é mais comumente usado para filmes convencionais. Após ganhar um lançamento limitado nos Estados Unidos em 27 de outubro de 1995, Leaving Las Vegas foi lançado em todo o país em 9 de fevereiro de 1996, recebendo fortes elogios da crítica e do público. Cage recebeu o Globo de Ouro de Melhor Ator (Drama) e o Óscar de Melhor Ator, enquanto Shue foi indicada ao Globo de Ouro de Melhor Atriz (Drama) e ao Óscar de Melhor Atriz; ainda durante o Óscar, o filme também recebeu indicações de Melhor Roteiro Adaptado e Melhor Diretor.

## Enredo
Ben Sanderson é um dramaturgo de Hollywood que perdeu o emprego, a família e os amigos por causa do alcoolismo. Sozinho no mundo, ele vai para Las Vegas para beber até morrer. Ao dirigir bêbado pela Las Vegas Strip, ele quase atropela uma mulher na calçada, Sera, que briga com ele. Ben hospeda-se numa pousada barata.
Sera é na verdade uma prostituta que trabalha para Yuri Butso, um imigrante letão que abusa dela. Capangas poloneses estão atrás de Yuri, e ele acaba seu relacionamento com Sera temendo pela segurança dela. Pouco depois, Yuri é assassinado pelos poloneses.
Em seu segundo dia em Las Vegas, Ben reencontra Sera na mesma rua em que quase a atropelou, apresenta-se a ela e oferece dinheiro para que ela vá a seu quarto por uma hora. Sera aceita, mas Ben não quer sexo; ao invés disso, eles iniciam um estranho relacionamento: Sera tem que prometer a Ben que nunca irá pedir para ele parar de beber, enquanto Ben se compromete a não criticar a ocupação de Sera. De início, o relacionamento parece estável, mas com o tempo ambos vão se frustrando com o comportamento um do outro. O alcoolismo de Ben piora e ele deixa de se alimentar, e quando Sera finalmente implora para que ele vá a um médico, ele se enfurece e traz uma outra prostituta para a casa de Sera, que o expulsa. Pouco tempo depois, Sera é maltratada e estuprada por três estudantes e os ferimentos deixam óbvio sua situação.
Despejada de onde morava, Sera recebe uma ligação de Ben, que está prestes a morrer. Ela o visita, eles fazem sexo e depois adormecem. Quando Ben acorda, observa Sera, que está deitada em cima dele e morre abraçado a ela, dizendo apenas um "uau". Na cena final, Sera diz que o aceitou do jeito que ele era, gostava de seu drama e reconhece que, apesar dos problemas que ele a fez passar, ela o amava.[carece de fontes?]

## Elenco
- Nicolas Cage — Ben Sanderson
- Elisabeth Shue — Sera
- Julian Sands — Yuri Butso
- Richard Lewis — Peter
- Steven Weber — Marc Nussbaum
- Emily Procter — Debbie
- Valeria Golino — Terri
- Thomas Kopache — sr. Simpson
- R. Lee Ermey —  membro da convenção
- Xander Berkeley — taxista
- Mariska Hargitay — prostituta no bar
- Ed Lauter — gangster

## Produção

### Desenvolvimento
Mike Figgis baseou Leaving Las Vegas em um romance autobiográfico de 1990 de John O'Brien, que morreu de suicídio em abril de 1994, pouco depois de ceder os direitos cinematográficos do romance a Figgis. Apesar de espelhar a maior parte de seu roteiro no romance de O'Brien, Figgis falou de uma ligação pessoal com o romance, afirmando: "Qualquer coisa que eu faria seria porque eu tinha um sentimento de simpatia para com ele. É por isso que eu produzi [o filme] Mr. Jones, porque acho que o maníaco-depressivo é um fenômeno fascinante, triste e surpreendente. Não é por acaso que alguns dos maiores artistas foram maníaco-depressivos. Isso o tornou, para mim, um assunto fascinante que, infelizmente, não saiu no filme".

### Elenco
Figgis encorajou os atores principais a vivenciar as provações de seus personagens em primeira mão por meio de uma extensa pesquisa; o diretor disse ao Film Critic: "Foi apenas uma semana e meia de ensaio. Muitas conversas. Muita comunicação no ano antes de fazermos o filme. Lendo o livro. Eu os incentivei [Cage e Shue] a fazer a sua própria pesquisa, que eles queriam fazer de qualquer maneira, e então, finalmente, nós três nos reunimos e simplesmente começamos a conversar... Falando sobre qualquer coisa, não necessariamente sobre o filme ou o roteiro, sobre qualquer coisa que surgisse". Nicolas Cage pesquisou sobre consumo excessivo de álcool em Dublin por duas semanas e teve um amigo que o filmou para que pudesse estudar sua fala; Cage também visitou alcoólatras hospitalizados. Mais tarde o ator declarou: "Foi uma das pesquisas mais agradáveis que já tive que fazer para realizar um papel". Shue passou um tempo entrevistando várias prostitutas de Las Vegas.

### Filmagens
O orçamento limitado ditou a produção e Figgis acabou filmando o longa no formato Super 16mm e compôs sua própria trilha sonora. Ele disse: "Não tínhamos dinheiro e não estávamos fingindo ser algo que não éramos. Não podíamos fechar a [boate] The Strip [localizada em Las Vegas] para filmar". Cage contou que achou o uso do 16mm libertador como ator, afirmando em uma entrevista de 1995 com Roger Ebert:
"Como ator, ter uma câmera de 16 mm na minha cara foi libertador porque é muito menor, então você não se sente tão intimidado por ela. Ela capta essas pequenas nuances. Porque assim que aquela câmera grande está na sua cara, você fica um pouco tenso. Atuar em um filme é uma experiência de aprendizado sobre como superar isso, mas eu não sei se você realmente consegue".
Figgis não conseguiu autorização da prefeitura de Las Vegas para rodar as cenas de rua a tempo das filmagens. Isso o levou a filmar pouquíssimas cenas nas ruas da cidade em uma única tomada para evitar a polícia, o que Figgis disse que beneficiou a produção e a autenticidade da atuação, comentando: "Eu sempre odiei o conceito de se filmar na rua. Ter que parar o trânsito e dizer aos atores: 'Bem, deveria haver um trânsito aqui, então vocês vão ter que gritar'. E eles gritam na cena, mas tudo está em silêncio e eles parecem muito estúpidos, porque não é natural. Você os coloca contra um par de caminhões, com tudo acontecendo ao redor deles, e a voz deles fica ótima".

## Lançamento
Leaving Las Vegas teve um lançamento limitado em 27 de outubro de 1995. Após elogios da crítica e quatro indicações ao Oscar, o filme foi lançado em 9 de fevereiro de 1996 de maneira ampla nos Estados Unidos, com o consórcio MGM/UA distribuindo o filme.
O filme se tornou um sucesso de bilheteria, considerando seu modesto orçamento de quatro milhões de dólares, arrecadando um pouco mais de quarenta e nove milhões.

## Recepção
No Rotten Tomatoes, o filme recebeu uma taxa de aprovação de 91% com base em 53 críticas, com uma classificação média de 7,66/10; o consenso crítico do site diz: "Nicolas Cage, premiado com o Óscar, encontra humanidade em seu personagem, que se esvai neste retrato sem frescuras e assustadoramente escuro de destruição". Leaving Las Vegas também foi bem recepcionado pelo site Metacritic, obtendo uma pontuação 82/100, indicando "aclamação universal".
Roger Ebert, crítico de cinema do jornal Chicago Sun-Times, e Rick Groen do The Globe and Mail, deram notas altas ao filme; Ebert escreveu: "Eles [os personagens] são os bêbados e as prostitutas com um coração de ouro. Cage e Shue transformam esses clichês em pessoas inesquecíveis". Ebert considerou o filme como o "melhor do ano de 1995" e o incluiu em sua lista de "melhores da década", ocupando-o na oitava posição. Leonard Klady, da revista Variety, escreveu que Leaving Las Vegas estava "certamente entre um punhado de filmes que adotaram uma visão inflexível da dependência".

## Prêmios
Oscar 1996 (EUA)
- Vencedor na categoria de Melhor Ator (Nicolas Cage).
- Indicado também nas categorias de Melhor diretor (Mike Figgis), Melhor Atriz (Elisabeth Shue) e Melhor roteiro adaptado (Mike Figgis).

Globo de Ouro 1996 (EUA)
- Vencedor na categoria de Melhor Ator em filme dramático (Nicolas Cage).
- Indicado também nas categorias de Melhor filme dramático, Melhor atriz em filme dramático (Elisabeth Shue) e Melhor diretor (Mike Figgis).[carece de fontes?]

## Trilha Sonora
Um álbum de trilha sonora, consistindo principalmente de trilhas compostas e executadas por Mike Figgis, foi lançado em 7 de novembro de 1995. A trilha sonora também incluiu três padrões de jazz executados pelo cantor Sting e trechos de diálogos do filme. Uma versão da música "Lonely Teardrops" interpretada por Michael McDonald que aparece no filme não foi incluída.
Todas as faixas escritas e compostas por Mike Figgis, exceto quando indicado. 
| N.º | Título                                                   | Performer                                                | Duração |  |
| 1.  | "Intro Dialogue" (dialogo)                               | Nicolas Cage como Ben Elisabeth Shue como Sera           | 0:32    |  |
| 2.  | "Angel Eyes"                                             | Sting                                                    | 4:02    |  |
| 3.  | "Are You Desirable?"                                     | Mike Figgis                                              | 2:43    |  |
| 4.  | "Ben & Bill" (dialogo)                                   | Nicolas Cage como Ben                                    | 0:30    |  |
| 5.  | "Leaving Las Vegas"                                      | Mike Figgis                                              | 3:12    |  |
| 6.  | "Sera's Dark Side"                                       | Mike Figgis                                              | 1:26    |  |
| 7.  | "Mara"                                                   | Mike Figgis                                              | 4:28    |  |
| 8.  | "Burlesque"                                              | Mike Figgis                                              | 2:40    |  |
| 9.  | "On The Street" (dialogo)                                | Nicolas Cage como Ben Elisabeth Shue como Sera           | 0:28    |  |
| 10. | "Bossa Vega"                                             | Mike Figgis                                              | 3:14    |  |
| 11. | "Ben Pawns His Rolex/Sera Talks to Her Shrink" (dialogo) | Nicolas Cage como Ben Elisabeth Shue como Sera           | 0:37    |  |
| 12. | "My One and Only Love"                                   | Sting                                                    | 3:36    |  |
| 13. | "Sera Invites Ben to Stay" (dialogo)                     | Nicolas Cage como Ben Elisabeth Shue como Sera           | 0:31    |  |
| 14. | "Come Rain or Come Shine"                                | Don Henley                                               | 3:41    |  |
| 15. | "Ben and Sera – Theme" (dialogo)                         | Nicolas Cage como Ben Elisabeth Shue como Sera           | 2:18    |  |
| 16. | "Ridiculous"                                             | Nicolas Cage                                             | 1:03    |  |
| 17. | "Biker Bar"                                              | Mike Figgis                                              | 3:44    |  |
| 18. | "Ben's Hell"                                             | Mike Figgis                                              | 1:37    |  |
| 19. | "It's a Lonesome Old Town"                               | Sting                                                    | 2:37    |  |
| 20. | "Blues For Ben"                                          | Mike Figgis                                              | 1:56    |  |
| 21. | "Get Out"                                                | Mike Figgis                                              | 1:49    |  |
| 22. | "Reunited"                                               | Mike Figgis                                              | 3:28    |  |
| 23. | "Sera Talks to the Cab Driver" (dialogo)                 | Elisabeth Shue como Sera Lou Rawls como Concerned Cabbie | 0:23    |  |
| 24. | "She Really Loved Him"                                   | Mike Figgis                                              | 1:17    |  |
| 25. | "I Won't Be Going South For a While"                     | The Palladinos                                           | 4:27    |  |